# Кучеров, Александр Игоревич
Александр Игоревич Кучеров (бел. Аляксандр Ігаравіч Кучараў; род. 22 января 1995, Слуцк, Минская область) — белорусский футболист, полузащитник клуба «Орша».

## Клубная карьера
Воспитанник поставской академии «ПМЦ», в 2011 году перешёл в минское «Динамо», стал выступать за дубль клуба. Уже на следующий сезон прочно закрепился в резервной команде. Перед сезоном 2015 был переведен в основную команду, вместе с ней отправлялся на предсезонные сборы в Турцию. 4 мая 2015 года дебютировал в Высшей лиге, выйдя на замену на 82-й минуте матча против «Торпедо-БелАЗ» (4:0), однако больше в сезоне не появлялся в составе основной команды, выступая за дубль. 22 июля 2015 года был отправлен в аренду в клуб «Берёза-2010».
В январе 2016 года, оставив «Динамо», перешел в «Витебск». В составе витебского клуба также играл в основном за дубль. В июле 2016 года на правах аренды присоединился к «Орше», где стал игроком основы, в 14 матчах забив 5 голов. По окончании сезона вернулся в «Витебск». Вместе с витебской командой начинал подготовку к сезону 2017, но в марте контракт с полузащитником был разорван.
После ухода из «Витебска» присоединился к минскому «Торпедо», с которым в итоге подписал трехлетний контракт. В сезоне 2017 в основном только выходил на замену. В декабре 2017 года по соглашению обеих сторон покинул «Торпедо».
В начале 2018 года находился на просмотре в новополоцком «Нафтане», однако сезон начал в составе светлогорского «Химика». В феврале 2019 года стал игроком «Орши», где закрепился в качестве одного из основных игроков.
В январе 2020 года присоединился к «Нафтану».
В феврале 2023 года футболист вернулся в «Оршу».

## В сборных
Играл за юношеские сборные Беларуси (до 17) и (до 19). 13 августа 2014 года дебютировал за молодёжную сборную Беларуси в товарищеском матче против Молдовы.

## Статистика
| Сезон    | Дивизион | Клуб                | Матчи | Голы |
| -------- | -------- | ------------------- | ----- | ---- |
| 2011     | дубль    | Динамо (Минск)      | 2     | 0    |
| 2012     | дубль    | Динамо (Минск)      | 28    | 6    |
| 2013     | дубль    | Динамо (Минск)      | 26    | 4    |
| 2014     | дубль    | Динамо (Минск)      | 30    | 6    |
| 2015 (1) | Д1       | Динамо (Минск)      | 1     | 0    |
| 2015 (2) | Д2       | Берёза-2010         | 12    | 1    |
| 2016 (1) | Д1       | Витебск             | 1     | 0    |
| 2016 (2) | Д2       | Орша                | 14    | 5    |
| 2017     | Д2       | Торпедо (Минск)     | 15    | 1    |
| 2018     | Д2       | Химик (Светлогорск) | 17    | 2    |
| 2019     | Д2       | Орша                | 28    | 6    |
| 2020     | Д2       | Нафтан              | 20    | 3    |
| 2021     | Д2       | Нафтан              | 24    | 3    |

## Достижения
«Нафтан»
- Победитель Первой Лиги: 2022